# Epipactis exilis
Epipactis exilis es una especie de orquídea perteneciente a la familia Orchidaceae que se distribuye en Europa.

## Descripción
Es una orquídea de tamaño pequeño a mediano, que prefiere el clima fresco a frío. Es de hábito terrestre, con tallos delgados que llevan hojas de color verde oscuro caulinares dispuestas en espiral y de 2 a 4, hojas oval-acuminadas  en el tallo y  brácteas más largas que las flores que florecen a finales de primavera hasta el verano en una inflorescencia terminal erecta, con 3 a 9 flores en forma de campana flores colgantes.

## Distribución y hábitat
Se encuentra en Austria, Hungría, Córcega, Cerdeña, Italia y Grecia en el suelo desnudo en los bosques de hayas y encinas a altitudes de 700 a 1700 metros.

## Taxonomía
Epipactis exilis fue descrita por  Pierre Delforge y publicado en Naturalistes Belges 85(Orchid. 17): 246. 2004.
Etimología
El nombre Epipactis (Epcts.), procede del griego "epipaktis", nombre de una planta medicinal usada por los griegos antiguos en la Grecia clásica.
exilis: epíteto latino que significa "esbelto".
Sinonimia
- Epipactis baumanniorum Ströhle
- Epipactis baumanniorum Soldano & F.Conti
- Epipactis gracilis B.Baumann & H.Baumann
- Epipactis persica subsp. exilis (P.Delforge) Kreutz
- Epipactis persica subsp. gracilis W.Rossi[4][5]